# Charles Allston Collins

Charles Allston Collins gezeichnet 1850 von Millais

Charles Allston Collins (* 25. Januar 1828 in London; † 9. April 1873 ebenda) war ein englischer Maler und Schriftsteller.

## Leben
Charles Collins war der Sohn des englischen erfolgreichen Landschaftsmalers William Collins (1788–1847) und der jüngere Bruder des erfolgreichen Schriftstellers Wilkie Collins.

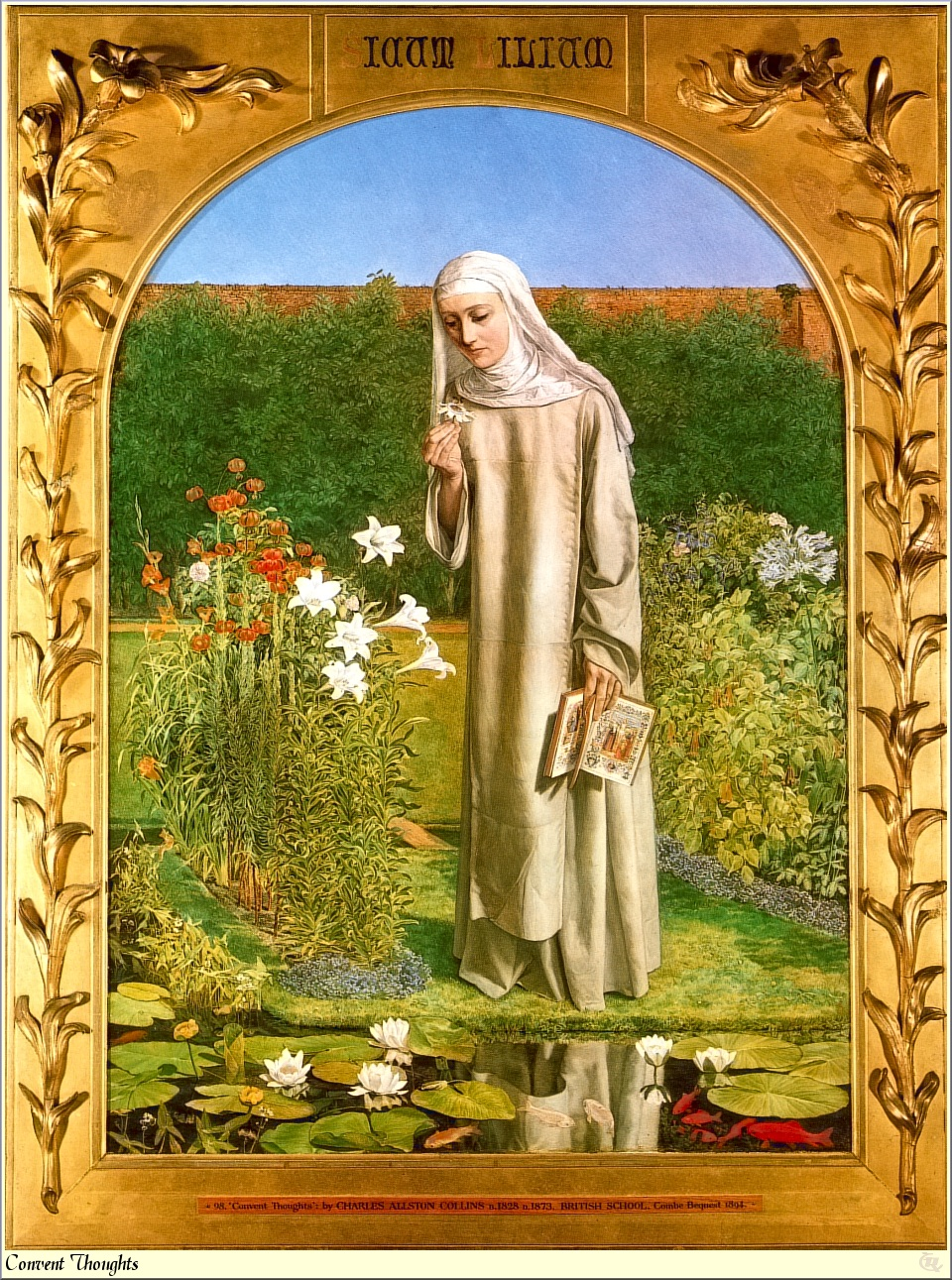
Convent Thoughts (1851)

Im Alter von 19 Jahren besuchte er die Schulen der Royal Academy, wo er Freundschaft mit William Holman Hunt und John Everett Millais schloss. Er war ein konventionell akademischer Maler, der im Stil von William Etty malte. Als er 1850 einen Sommer mit John Everett Millais in Oxfordshire verbrachte, lernte er die Sichtweise der Präraffaeliten kennen. Millais schlug Collins als Mitglied für die PRB vor. Die Nominierung wurde von Thomas Woolner abgelehnt mit der Begründung, dass Collins sich nicht ausreichend für deren Ideen interessierte. Stattdessen interessierte er sich mehr für Maria Francesca Rossetti, der er den Hof machte, wenn sich die Bruderschaft in der Charlotte Street traf. Maria war geschmeichelt, hatte aber andere Pläne für ihre Zukunft.
Convent Thoughts, sein bekanntestes Werk, wurde an der Royal Academy im Jahre 1851 ausgestellt, wo es der allgemeinen Denunziation von den Kritikern bezüglich der Präraffaeliten ausgesetzt war. The Times schrieb:
„Wir können nicht genug tadeln, so umfassend oder so stark wie wir zu tun es wünschen, diese seltsame Störung des Geistes oder der Augen, die mit unverminderter Absurdität unter einer Klasse von jugendlichen Künstlern weiter wütet, die sich PRB nennen.“
Collins Bild ist typisch für die frühe gotische Phase der Bewegung, und die Frömmigkeit dieser Werke hat dazu geführt, dass viele Kritiker die Maler als römisch-katholische Sympathisanten beschuldigten. Die Stimmung der Convent Thoughts ist sicherlich ähnlich den frühen Gemälden Rossettis, aber die Blumen und der Garten reflektieren Millais’ Einfluss. Er scheiterte an seinen eigenen Ansprüchen.
Zeit seines Lebens war Collins ein außerordentlich nervöser Mann. Er vertraute Holman Hunt an, dass er Bauchschmerzen habe, wenn er malen wolle. Er begann neue Werke, bevor er sein aktuelles Bild vollendet hatte, so dass ein halbes Dutzend unvollendeter Leinwände herumstand.
Sein erstes Bild war Berengaria’s Alarm (1850), gefolgt von Convent Thoughts (1851), May in the Regent’s Park (1852) und Good Harvest 1854. Schließlich malte er ein Porträt von Georgina Hogarth als Lady Grace (1855).
Sein Bruder Wilkie machte ihn mit Charles Dickens bekannt, der ihm vorschlug, Beiträge für „Household Words“ zu schreiben. Collins erstes Buch „The New Sentimental Journey“, Beschreibungen von seinem Paris-Besuch, erschien als Serie vom Juni–Juli 1859 in Dickens Zeitschrift All the Year Round. Collins veröffentlichte auch The Eye-Witness: And His Evidence about Many Wonderful Things (1860).
Collins heiratete Kate Macready Dickens, die Tochter von Charles Dickens, am 17. Juli 1860, in Gad’s Hill Place, dem Landhaus der Familie Dickens in Higham, Kent. Für Kate war das mit ihren 20 Jahren die Gelegenheit, von zu Hause zu entfliehen, denn sie liebte ihn nicht. Die Trennung ihrer Eltern spielte dabei auch eine Rolle. Das Paar zog im Dezember 1860 nach Paris. Sie lebten in einer freundschaftlichen Beziehung, denn Collins war impotent. Währenddessen hatte sie eine leidenschaftliche Affaire mit dem berühmten Maler Val Prinsep.
Als Schriftsteller verfasste er einige Gespenstergeschichten. Am bekanntesten wurde die Erzählung The Trial for Murder (1865), zusammen mit Charles Dickens verfasst.
Charles Allston Collins starb am 9. April 1873 im Alter von 45 Jahren nach einem längeren Krebsleiden in 10 Thurloe Place, South Kensington. Er wurde auf dem Friedhof von Brompton beigesetzt.

## Werke
- A New Sentimental Journey. (1859) Textarchiv – Internet Archive
- The Eye-witness, And His Evidence about Many Wonderful Things. (1860) Textarchiv – Internet Archive
- A Cruise Upon Wheels: The Chronicle of Some Autumn Wanderings Among the Deserted Post-roads of France. (1863) Textarchiv – Internet Archive
- The Bar Sinister: A Tale. (1864) Textarchiv – Internet Archive
- Strathcairn. (1864)
- At the Bar: A Tale, Vol. I. (1866) Textarchiv – Internet Archive.
- At the Bar: A Tale, Vol. II. (1866) Textarchiv – Internet Archive.
- Charles Allston Collins and Charles Dickens: “The Trial For Murder”. Audio file archive.org